# Khunirud
Khunirud (en persan : خونیرود, romanisé en Khūnīrūd et Khavin Rood et également connu sous les noms de Khaynarev, Khoinarev, Khvoīnrūd et Khvoy Nāreh) est un village du district rural de Misheh Pareh (en), dans le district central du comté de Kaleybar (en), dans la province d'Azerbaïdjan oriental, en Iran. Lors du recensement de 2006 (fa), il comptait 23 habitants, répartis en six familles.

## Histoire
L'accident d'hélicoptère dans lequel meurent le président de la république islamique d'Iran, Ebrahim Raïssi, le ministre iranien des Affaires étrangères, Hossein Amir Abdollahian, et le gouverneur de l'Azerbaïdjan oriental, Malek Rahmati, se produit à 2 km au sud-ouest de Khunirud, le 19 mai 2024. 